# Lino Beccati
Lino Beccati (Porto Tolle, 23 maggio 1913 – Roma, 6 novembre 1999) è stato un militare italiano, sottufficiale prima, ufficiale dopo, della Regia Marina attivo nella Xª Flottiglia MAS durante la seconda guerra mondiale. È stato decorato con la Medaglia d'oro al valor militare per l'azione del 26 marzo 1941. È sepolto al Cimitero del Verano a Roma.

## Biografia
Lino Beccati nacque a Porto Tolle (in provincia di Rovigo) il 23 maggio 1913. Nel dicembre 1931 si arruolò volontario nella Regia Marina vedendosi assegnato alla categoria dei Meccanici, ma già due anni dopo conseguì la promozione a sottocapo mentre era imbarcato sulla nave idrografica Magnaghi in missione nell'Oceano Indiano. Una volta ritornato in Italia Beccati venne destinato alla 1ª Squadriglia MAS di La Spezia e, durante la guerra d'Etiopia, operò presso il Centro Comunicazioni del Comando Militare Marittimo di Asmara.
Promosso secondo capo meccanico nel 1938 ed entrato a far parte dell'equipaggio della corazzata Giulio Cesare, all'inizio della seconda guerra mondiale passò alla Xª Flottiglia MAS dove iniziò il duro addestramento di Operatore dei Mezzi d'Assalto di superficie, il quale lo portò a partecipare all'attacco alla Baia di Suda (Creta). La missione si svolse il 26 marzo 1941 e fu un successo (venne affondato l'incrociatore York e seriamente danneggiata la petroliera Pericles), ma Beccati venne preso prigioniero, e rientrò in patria solamente nel 1945. Nel dopoguerra ebbe varie destinazioni operative e raggiunse il grado di capitano di corvetta.

## Onorificenze
Nella rada violata, quando già era imminente l'alba, con freddezza pari al coraggio, attendeva riunito ai compagni che il Comandante della spedizione procedesse al riconoscimento ravvicinato degli obiettivi e li assegnasse all'audacia dei suoi uomini. Una volta ottenuto il via, si lanciava con saldo animo all'assalto contro grossa petroliera affondandola e coronando così del successo, con l'alto spirito aggressivo, la concezione teoricamente perfetta dell'impresa.